# Vaigaga
Vaigaga ist ein Ort auf der Insel Upolu in Samoa am Stadtrand der Hauptstadt Apia.

## Geographie
Vaigaga liegt zentral an der Nordküste der Insel, ein Vorort im Westen der Hauptstadt an der Vaiusu Bay. Im Umkreis liegen die Siedlungen Vaitele, Elisefou, Vaiusu und Vailoa. Der Küstenort am Point Vaigaga ist ein ursprüngliches Wohngebiet, während sich vor allem in Vaitele Industrie und Wirtschaft konzentriert.
Vaigaga hatte 2016 ca. 760 Einwohner.

## Kultur
Im Ort gibt es die Kirche EFKS Vaigaga Church (Congregational Christian Church of Samoa, CCCS).

## Klima
Das Klima ist tropisch heiß, wird jedoch von ständig wehenden Winden gemäßigt. Ebenso wie die anderen Orte von Samoa wird Vaigaga gelegentlich von Zyklonen heimgesucht.